# عسکر حکیم
عسکر حکیم (به تاجیکی: Аскар Ҳаким) شاعر و دولتمرد تاجیکستان و رییس سابق اتحادیه نویسندگان تاجیکستان است.

## زندگی و مناصب
حکیم در ۱۰ اکتبر ۱۹۴۶ در روستای «رومانی» خجند ولایت سغد به دنیا آمد. وی در سال ۱۹۶۷ از دانشگاه ملی تاجیکستان، دانشکده تاریخ و فلسفه، فارغ التحصیل شد. از سال ۱۹۶۹ تا ۱۹۷۴ دانشجوی دکتری دانشکده تاریخ ادبیات دانشگاه ایالتی مسکو بود. حکیم معاون سابق مجلس عالی تاجیکستان پس از استقلال این کشور بود.
حکیم سردبیر مجله های صدای شرق و فرهنگ تاجیکستان بود. از سال ۱۹۹۱ تا ۲۰۰۳ رئیس اتحادیه نویسندگان تاجیکستان بود. وی پژوهشگر برجسته پژوهشگاه زبان ، ادبیات ، مطالعات شرقی و میراث مکتوب فرهنگستان علوم جمهوری تاجیکستان است.
جایزه شاعر ملی تاجیکستان به او تعلق گرفت. وی برنده جایزه دولتی تاجیکستان به نام رودکی است.
حکیم در گفتگو با خبرگزاری فارس با اشاره به اینکه مردم تاجیکستان در اوایل قرن ۲۰ به دلیل تغییر خط ابتدا به لاتین و سپس به سیریلیک، ۲ بار بی‌سواد شدند بر ضرورت بازگشت تدریجی تاجیکان به خط فارسی تأکید کرد.

## آثار
آثار ادبی عسکر حکیم در مجموعه هایی چون شعر و زمان (۱۹۷۸) ، در سرزمین گفتار (۱۹۸۲) آهنگ اجباری (۱۹۸۸) ، شعر اسپانیایی (۱۹۹۲) و ... منتشر شده است. اشعارش که در سالهای مختلف سروده شده در مجموعه های "رهنورد" (۱۹۸۳) ، "تعادل خورشید" (۱۹۸۷) ، "پوتنیک" (مسکو ، ۱۹۸۹) ، "روز امید" (۱۹۹۰) ، "روبیو" (۱۹۹۲) مندرج است. حکیم ترجمه اشعار بسیار از روسی را در کارنامه خود دارد.  
گزیده اشعار حکیم به خط فارسی در سال ۱۹۹۳ با عنوان برگپیوند در نیویورک به طبع رسید. .

## پایگاه ادبی
عسکر حکیم در میان فارسی‌سرایان تاجیکستان سرشناس است. شعر او به لحاظ زبانی و کار برد وزن، سالم است؛ زبان هموار و نزدیک به زبان معیار و عاری از کلمات سنگین، استفاده خوب از وزن بدون سستی که در کار سایر شاعران به دلیل نزدیکی شعر شان به لهجه بومی دیده می شود، امتیازات شعر عسکر حکیم اند. با نگاه به شعر های او می توان دریافت که بیش از شاعران دیگر تاجیک، او با شعر معاصر فارسی دری در سایر حوزه های فارسی زبان، انس و آشنایی داشته است.

## پی‌نوشت
1. ↑  https://www.academia.edu/12356146/برگپیوند
2. ↑  ضرورتی برای بازگشت به خط فارسی در تاجیکستان نیست، https://www.farsnews.ir/printnews/13910420000656
3. ↑  ادیبان تاجیکستان (به خط سیریلیک)، دوشنبه، ۲۰۱۴ ISBN 978-99947-2-379-9
4. ↑  https://www.noormags.ir/view/fa/creator/129535
5. ↑   برگپیوند ، https://www.academia.edu/12356146/برگپیوند
6. ↑  https://8am.af/j8am/index.php?option=com_content&view=article&id=12128:1389-03-15-15-29-11&catid=99&Itemid=296%5Bپیوند+مرده%5D